# Jalamah
Jalamah (àrab: جلمه, Jalama) és una vila palestina de la governació de Jenin a Cisjordània al nord de la vall del Jordà, 5 kilòmetres al nord de Jenin. Segons el cens de l'Oficina Central Palestina d'Estadístiques (PCBS), Jalamah tenia 2.304 habitants en 2007.